# Mata Mourisca
Mata Mourisca é uma povoação portuguesa do Município de Pombal sede de paróquia da Diocese de Coimbra e que foi sede da extinta Freguesia de Mata Mourisca, freguesia que tinha 24,78 km² de área e 1 835 habitantes (2011), e, por isso, uma densidade populacional de 74,1 hab/km².
A Freguesia de Mata Mourisca foi extinta (agregada), pela última Reorganização administrativa do território das freguesias, de acordo com a Lei nº 11-A/2013 de 28 de Janeiro, tendo o seu território sido agregado ao das Freguesias de Ilha e de Guia para constituir a União das freguesias de Guia, Ilha e Mata Mourisca com sede em Mata Mourisca.

## Lenda
Mata Mourisca deve o seu nome por na sua proximidade ter existido uma floresta de carvalhos e sobreiros, que diz a povoação e a lenda, nela existir uma Dulcineia muçulmana que, aquando a reconquista cristã, e com a aproximação das hostes, ali se encantou com receio de não conseguir fugir, e ainda hoje espera que um cavaleiro bom a desencante usando para isso as pistas que ela deixou, e recebendo o dote da felicidade.

## População
| População da freguesia de Mata Mourisca | População da freguesia de Mata Mourisca | População da freguesia de Mata Mourisca | População da freguesia de Mata Mourisca | População da freguesia de Mata Mourisca | População da freguesia de Mata Mourisca | População da freguesia de Mata Mourisca | População da freguesia de Mata Mourisca | População da freguesia de Mata Mourisca | População da freguesia de Mata Mourisca | População da freguesia de Mata Mourisca | População da freguesia de Mata Mourisca | População da freguesia de Mata Mourisca | População da freguesia de Mata Mourisca | População da freguesia de Mata Mourisca |
| --------------------------------------- | --------------------------------------- | --------------------------------------- | --------------------------------------- | --------------------------------------- | --------------------------------------- | --------------------------------------- | --------------------------------------- | --------------------------------------- | --------------------------------------- | --------------------------------------- | --------------------------------------- | --------------------------------------- | --------------------------------------- | --------------------------------------- |
| 1864                                    | 1878                                    | 1890                                    | 1900                                    | 1911                                    | 1920                                    | 1930                                    | 1940                                    | 1950                                    | 1960                                    | 1970                                    | 1981                                    | 1991                                    | 2001                                    | 2011                                    |
| 2 162                                   | 2 488                                   | 2 572                                   | 2 755                                   | 3 262                                   | 3 328                                   | 3 906                                   | 4 704                                   | 5 691                                   | 6 592                                   | 6 478                                   | 6 260                                   | 1 913                                   | 1 942                                   | 1 835                                   |

Com lugares desta freguesia foi criada em 1984 a Freguesia da Guia e em 1989 a freguesia da Ilha.